# Offersten

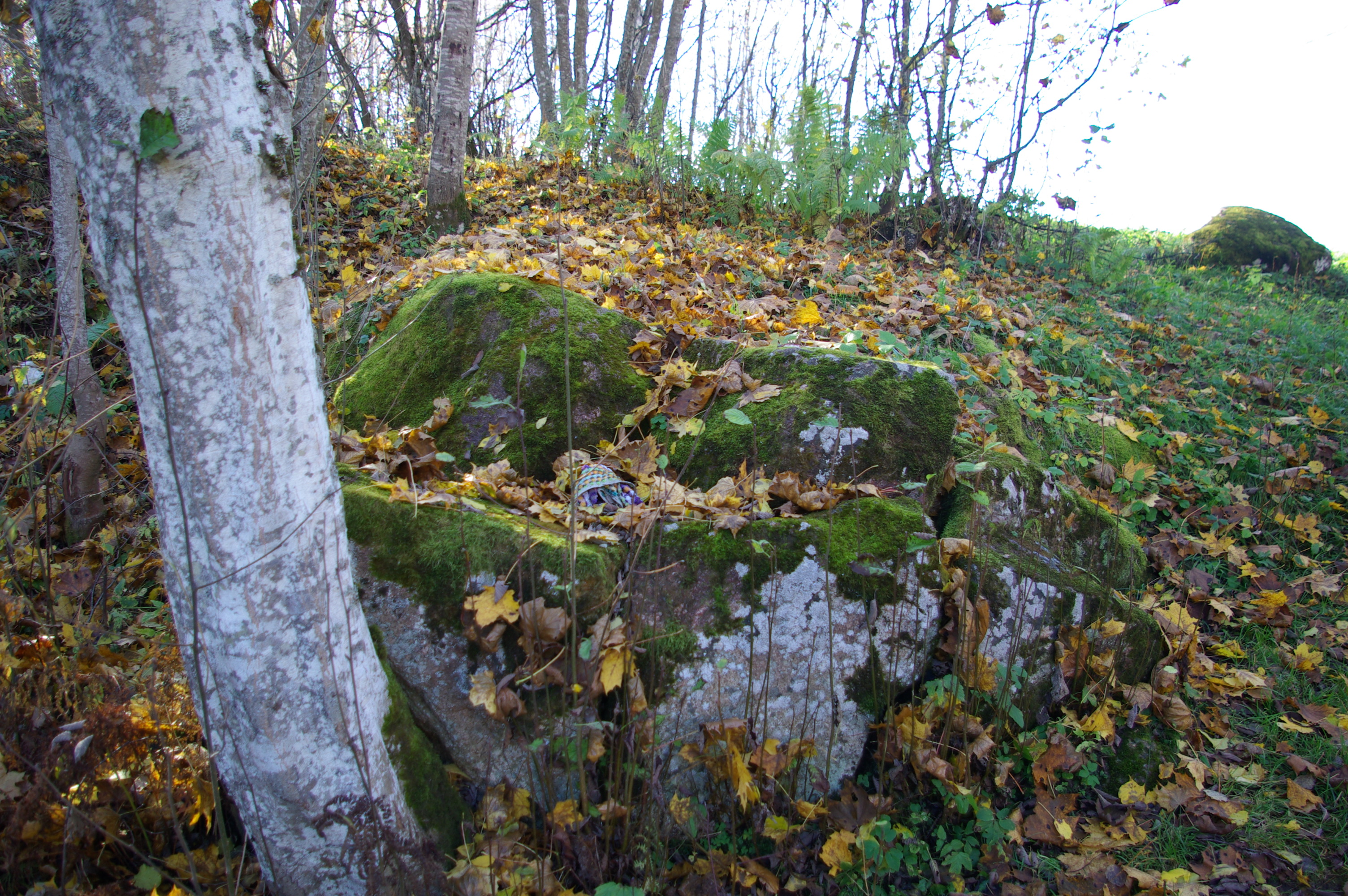
Jaanikivi, en offersten i Estland.

Offersten är en jordfast flat sten eller klippa med urgröpta grunda fördjupningar, så kallade skålgropar. 
Groparnas antal varierar avsevärt från några få till flera tiotal. I Finland har registrerats långt över 100 offerstenar, av vilka flertalet finns i Tavastland. De ligger företrädesvis i närheten av eller på gravfält från järnåldern och kan anses ha samband med dödskulten. Man har dock även – även i modern tid – nedlagt offergåvor i dem för att främja årsväxten och enligt folkdiktningen också använt groparna för att avvärja sjukdomar, vilket uppfattats som ett exempel på sekundär användning. De äldsta offerstenarna förekommer redan under romersk järnålder, de yngsta är från historisk tid. Skålgropar förekommer världen runt inom olika kulturer och under olika tider, i Skandinavien finns de redan under stenåldern. 